# Anabelle Smith
Anabelle "Belle" Smith (1993. február 3. –)  olimpiai bronzérmes ausztrál mű- és toronyugró.

## Sportpályafutása
Anabelle Smith fő száma a három méteres mű- és toronyugrás, valamint a tíz méteres toronyugrás. Az Ausztrál Sportintézet ösztöndíjasa és a Gannets Diving Club (Morus Műugró Klub) tagja. Jelenlegi versenytársa Sharleen Stratton, miután előző párja, Briony Cole visszavonult.
Smith első jelentős nemzetközi eredményét 2010-ben érte el a dohai Nemzetközösségi játékokon, ahol 3 méteres szinkronugrásban bronzérmet szerzett Cole-lal párban. A 2011-es világbajnokságon 306,90 ponttal szintén bronzérmet szerzett 3 méteres szinkronugrásban. A 2012-es FINA Műugró Grand Prixn Strattonnal párban ezüstérmes lett 3 méteres szinkronugrásban.
A 2014-es nemzetközösségi játékok előtt súlyos ujjsérülést szenvedett jobb kezén. Három hónapot hagyott ki. Ezt követően még öt hónapig vselt kötést a kezén, sérült ujja pedig sosem jött rendbe teljesen.
2016-ban, Rio de Janeiróban az olimpián a 3 méteres szinkron versenyszámban bronzérmet szerzett Maddison Keeneyvel párban.
A 2022-es budapestiúszó-világbajnokságon − ugyancsak Maddison Keeneyvel párban – bronzérmmel zárta a 3 méteres szinkronugrás fináléját.